# Brunkrös
Brunkrös (Tremella foliacea) är en svampart som beskrevs av Pers. 1800. Brunkrös ingår i släktet Tremella och familjen Tremellaceae.  Arten är reproducerande i Sverige. Inga underarter finns listade i Catalogue of Life.

## Källor

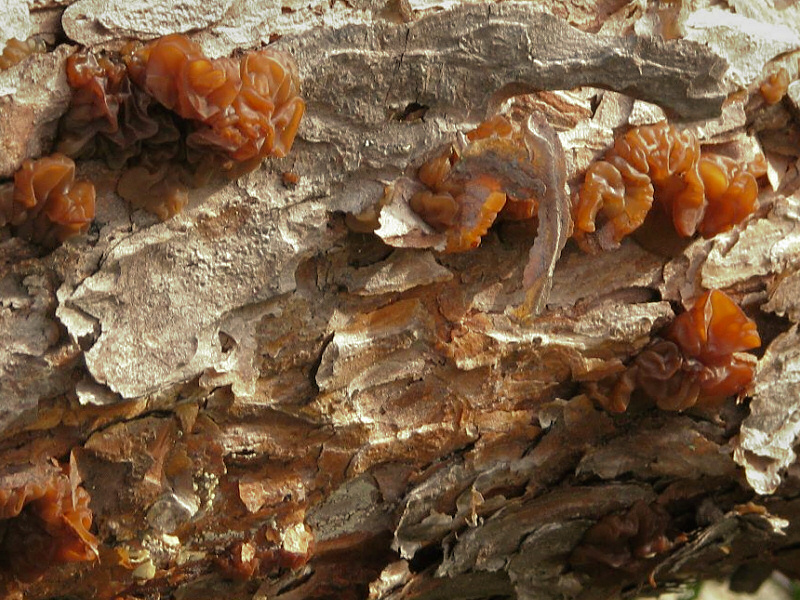
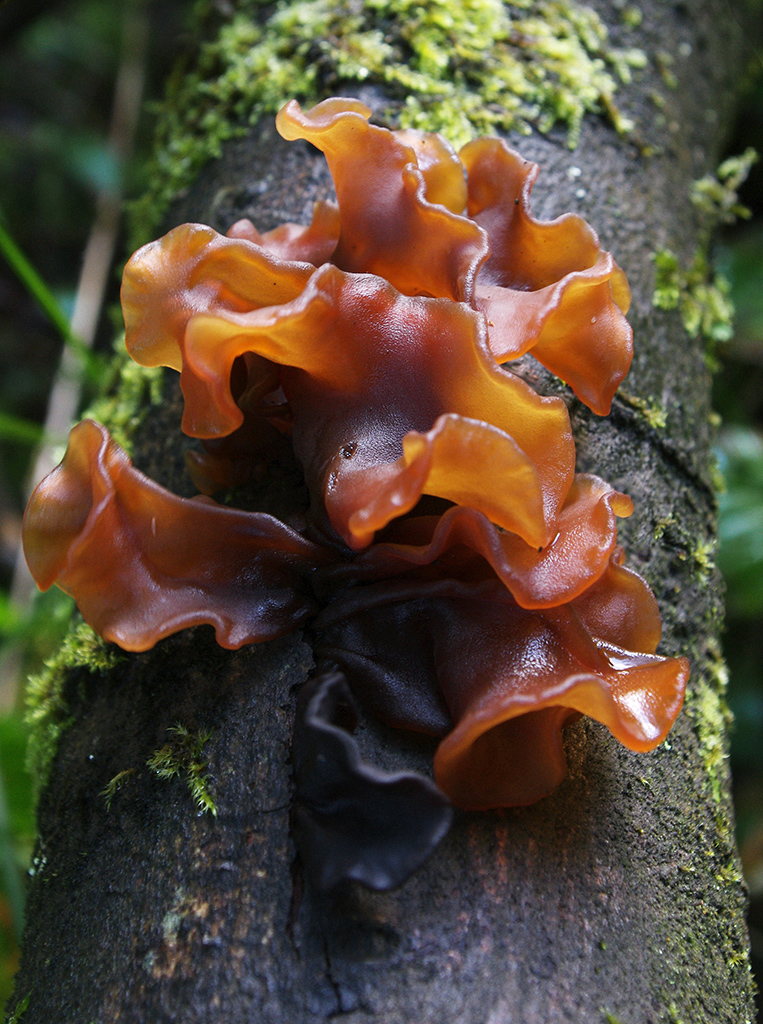
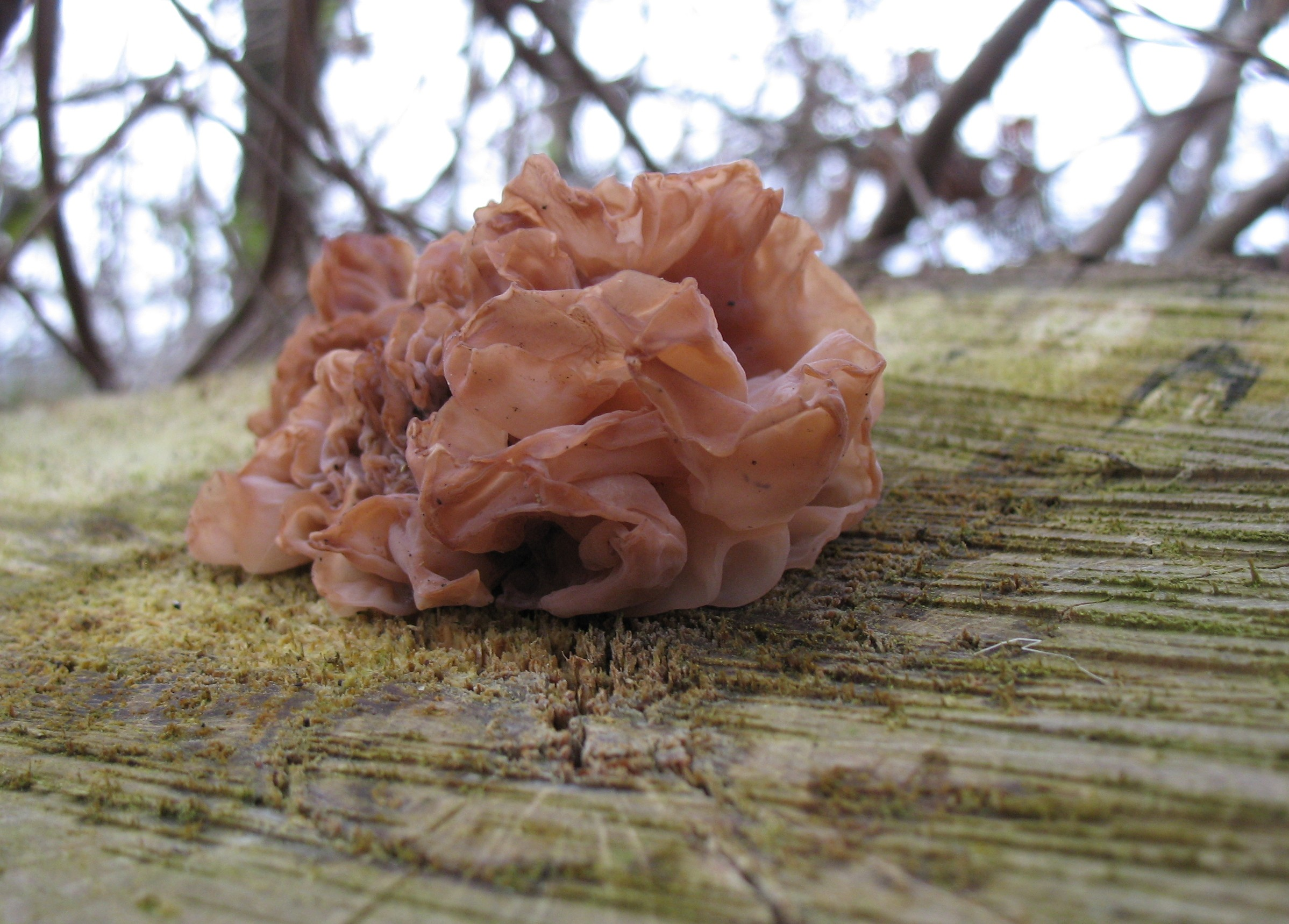
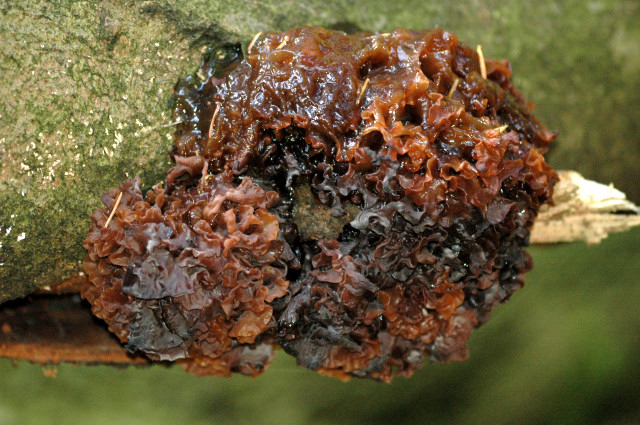
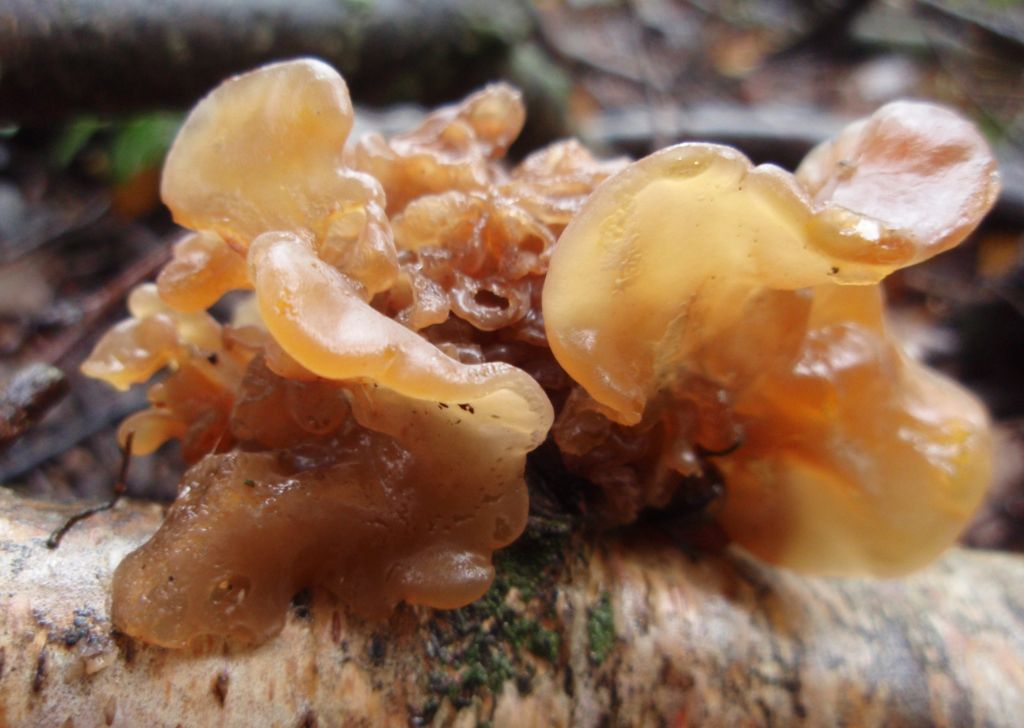